# Brinon-sur-Sauldre
Brinon-sur-Sauldre è un comune francese di 1 060 abitanti situato nel dipartimento del Cher, nella regione del Centro-Valle della Loira.

## Società

### Evoluzione demografica
Abitanti censiti